# Saint-Pancrace (Savoia)
Saint-Pancrace és un municipi francès situat al departament de la Savoia i a la regió d'Alvèrnia-Roine-Alps. L'any 2007 tenia 294 habitants.

## Demografia

### Població
El 2007 la població de fet de Saint-Pancrace era de 294 persones. Hi havia 114 famílies de les quals 25 eren unipersonals (8 homes vivint sols i 17 dones vivint soles), 34 parelles sense fills, 51 parelles amb fills i 4 famílies monoparentals amb fills.
La població ha evolucionat segons el següent gràfic:
Habitants censats

### Habitatges
El 2007 hi havia 266 habitatges, 111 eren l'habitatge principal de la família, 139 eren segones residències i 17 estaven desocupats. 181 eren cases i 85 eren apartaments. Dels 111 habitatges principals, 92 estaven ocupats pels seus propietaris, 14 estaven llogats i ocupats pels llogaters i 5 estaven cedits a títol gratuït; 3 tenien una cambra, 8 en tenien dues, 16 en tenien tres, 16 en tenien quatre i 67 en tenien cinc o més. 97 habitatges disposaven pel capbaix d'una plaça de pàrquing. A 33 habitatges hi havia un automòbil i a 71 n'hi havia dos o més.

### Piràmide de població
La piràmide de població per edats i sexe el 2009 era:
| Homes | Edats   | Dones |
| ----- | ------- | ----- |
| 0     | 95 o +  | 0     |
| 0     | 90 a 94 | 0     |
| 0     | 85 a 89 | 4     |
| 0     | 80 a 84 | 0     |
| 0     | 75 a 79 | 4     |
| 0     | 70 a 74 | 0     |
| 8     | 65 a 69 | 4     |
| 0     | 60 a 64 | 0     |
| 4     | 55 a 59 | 0     |
| 16    | 50 a 54 | 12    |
| 12    | 45 a 49 | 20    |
| 8     | 40 a 44 | 8     |
| 12    | 35 a 39 | 8     |
| 8     | 30 a 34 | 4     |
| 4     | 25 a 29 | 8     |
| 4     | 20 a 24 | 0     |
| 12    | 15 a 19 | 12    |
| 16    | 10 a 14 | 0     |
| 4     | 5 a 9   | 8     |
| 4     | 0 a 4   | 0     |

## Economia
El 2007 la població en edat de treballar era de 213 persones, 166 eren actives i 47 eren inactives. De les 166 persones actives 162 estaven ocupades (91 homes i 71 dones) i 4 estaven aturades (1 home i 3 dones). De les 47 persones inactives 9 estaven jubilades, 22 estaven estudiant i 16 estaven classificades com a «altres inactius».

### Ingressos
El 2009 a Saint-Pancrace hi havia 110 unitats fiscals que integraven 279 persones, la mediana anual d'ingressos fiscals per persona era de 23.712 €.

### Activitats econòmiques
Dels 16 establiments que hi havia el 2007, 4 eren d'empreses de construcció, 1 d'una empresa de transport, 4 d'empreses d'hostatgeria i restauració, 1 d'una empresa immobiliària, 3 d'empreses de serveis i 3 d'entitats de l'administració pública.
Dels 5 establiments de servei als particulars que hi havia el 2009, 1 era un paleta, 1 guixaire pintor, 1 fusteria, 1 electricista i 1 restaurant.

## Poblacions més properes
El següent diagrama mostra les poblacions més properes.